# (473060) 2015 HB91
(473060) 2015 HB91 es un asteroide perteneciente al cinturón de asteroides, descubierto el 18 de septiembre de 2011 por el equipo del Mount Lemmon Survey desde el Observatorio del Monte Lemmon, Arizona, Estados Unidos.

## Designación y nombre
Designado provisionalmente como 2015 HB91.

## Características orbitales
2015 HB91 está situado a una distancia media del Sol de 3,107 ua, pudiendo alejarse hasta 3,443 ua y acercarse hasta 2,771 ua. Su excentricidad es 0,108 y la inclinación orbital 2,329 grados. Emplea 2000 días en completar una órbita alrededor del Sol.

## Características físicas
La magnitud absoluta de 2015 HB91 es 16,7.